# Credner-Inseln
Die Credner-Inseln, in der deutschen Kolonialzeit auch Taubeninseln (englisch auch Pigeon Islands genannt), sind eine kleine pazifische Inselgruppe von Papua-Neuguinea, gelegen im St.-Georgs-Kanal sieben km nördlich der Gazelle-Halbinsel der Insel Neubritannien und ca. sechs km südwestlich von Kabakon, der südwestlichsten Insel der Duke-of-York-Inseln. Die Inseln wurden nach dem Geologen Hermann Credner benannt.
Die Gruppe besteht aus der bewohnten Insel Big Pigeon und dem unbewohnten Eiland Pigeon. Beide Inseln gehören politisch zur Provinz East New Britain.